# François de Cuvilliés il Giovane

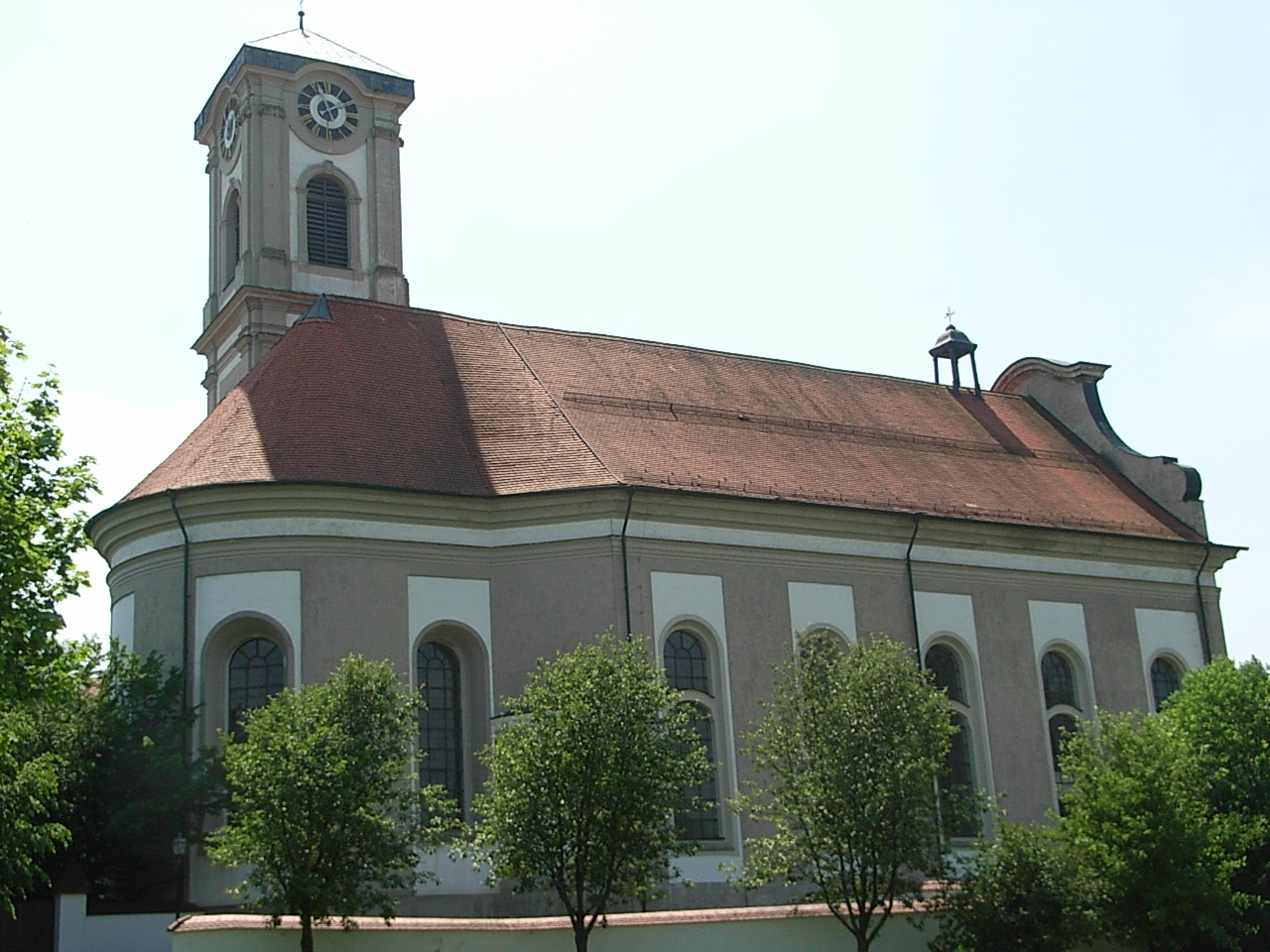
Chiesa e monastero di Asbach opera diFrançois de Cuvilliés il Giovane.

François de Cuvilliés il Giovane (Monaco di Baviera, 24 ottobre 1731 – Monaco di Baviera, 10 gennaio 1777) è stato un architetto e incisore tedesco, figlio di François de Cuvilliés il Vecchio.

## Biografia
Cuvilliés si formò sotto la guida del padre che si era laureato Académie royale d'architecture a Parigi. Lavorò con il padre fino alla morte di quest'ultimo e soltanto dopo operò in proprio. Le sue opere derivano dal tardo Rococò.

## Opere
- 1769: la vecchia guardia a Marienplatz Monaco di Baviera
- 1771-77: Chiesa parrocchiale di Zell an der Pram
- 1771-80: Chiesa e monastero di Asbach
- 1774: Costruzione scenografica  Oberanger a Monaco di Baviera